# Partitu di a Nazione Corsa
Die Partitu di a Nazione Corsa (PNC; französisch Parti de la nation corse, deutsch Partei der korsischen Nation) ist eine korsische Regionalpartei, die 2002 in Corte gegründet wurde. 2017 fusionierte sie in Femu a Corsica  und 2019 wurde sie wieder eigenständig.
Federführend bei der Gründung waren Mitglieder dreier nationalistischer Parteien, darunter die Korsische Volksunion (UPC). Die PNC tritt für korsische Autonomie ein. Sie ist Mitglied der Vereinigung französischer Regionalparteien Fédération Régions et Peuples Solidaires und auf europäischer Ebene Mitglied der Europäischen Freien Allianz.
In der Französischen Präsidentschaftswahl 2007 unterstützte die PNC in der ersten Wahlrunde die Kandidatin der Grünen Dominique Voynet.
Die Partei hat einen Sitz im Generalrat des Départements Corse-du-Sud, fünf Sitze im korsischen Regionalparlament und mit François Alfonsi einen Abgeordneten im Europäischen Parlament, der bei den Europawahlen 2009 im Wahlkreis Sud-Est, auf der Liste von Europe Écologie, gewählt wurde.